# Gustav Neumann (Architekt)
Gustav Ritter von Neumann (* 19. Juni 1859 in Dornbach; † 14. Mai 1928 in Wien) war ein österreichischer Architekt.

## Leben

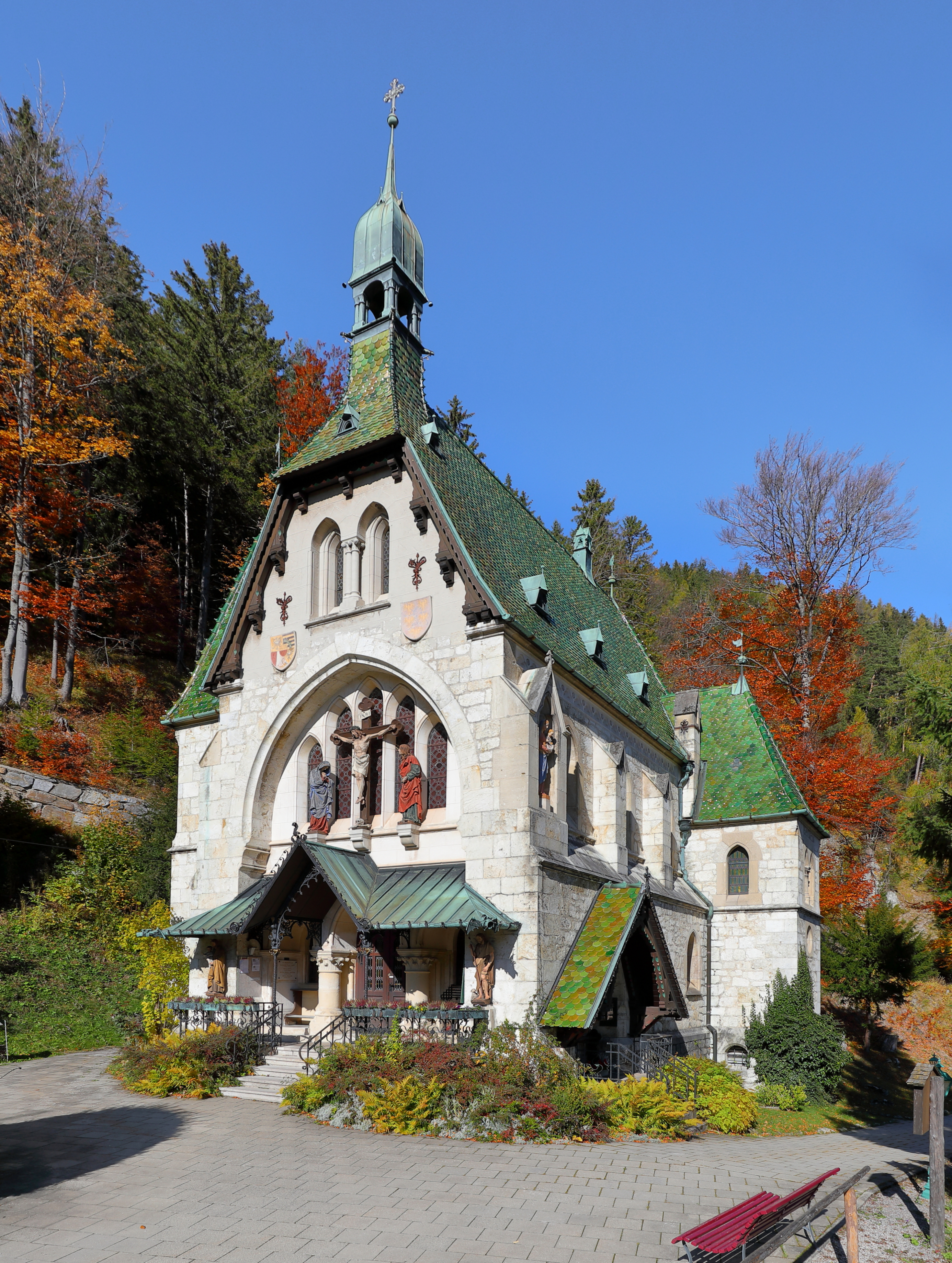
Pfarrkirche in Semmering (1894–1908)

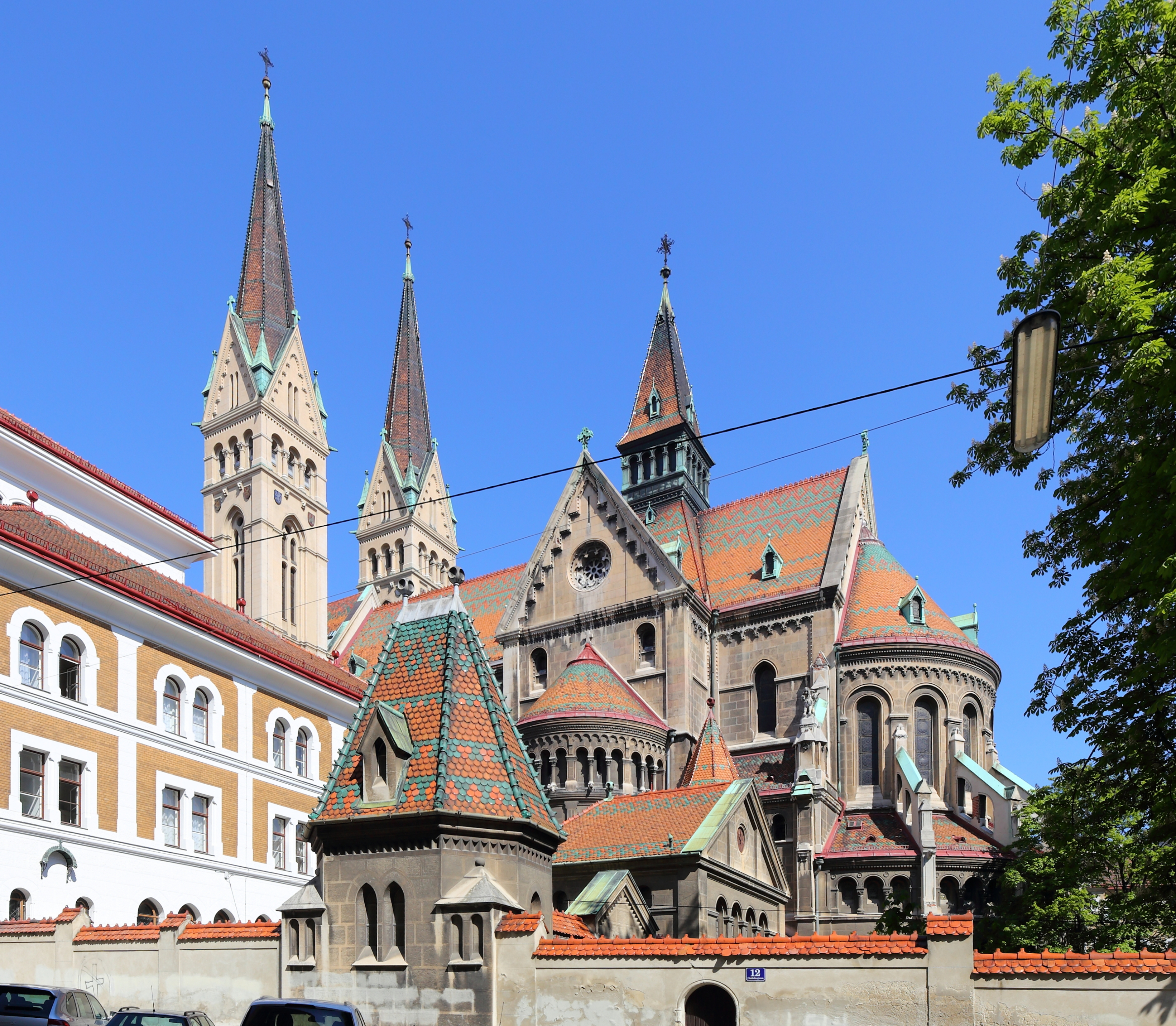
Canisiuskirche (1899–1903)

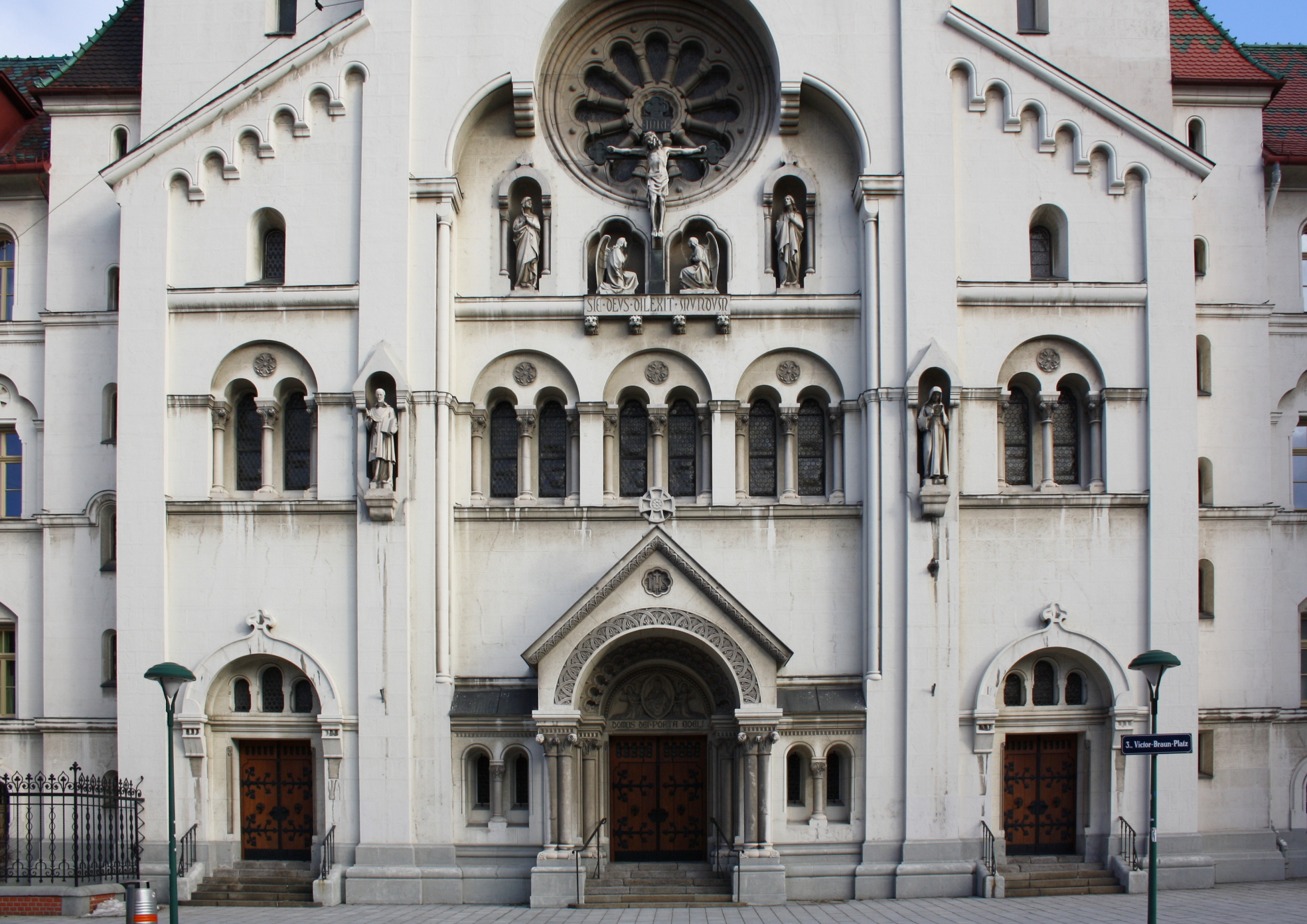
Hauptfassade der Herz-Jesu-Kirche in Wien-Landstraße

Der Sohn des herzöglich-coburgischen Architekten Franz von Neumann der Ältere und Bruder des Franz Ritter von Neumann maturierte 1877. Anschließend war er außerordentlicher Hörer der Bauschule der Technischen Hochschule Wien. Im Jahr 1884 wechselte er an die Akademie der bildenden Künste Wien in die Meisterschule Friedrich von Schmidt über. 1887 wurde er Hofarchitekt von Johann II. Fürst Liechtenstein. Ende 1925 erfolgte die Pensionierung. Er wurde am Wiener Zentralfriedhof bestattet.
Neumann war mit Irene, geborene Wellspacher, verheiratet. Aus dieser Ehe ging der Sohn Gustav Franz (1892–1939) hervor.

## Bauten (Auswahl)
- Regierungspalast in Vaduz
- Herz-Jesu-Kirche in Wien
- Canisiuskirche in Wien
- Pfarrkirche in Semmering
- Pfarrkirche St. Fridolin in Ruggell
- Pfarrkirche St. Nikolaus in Balzers
- Ortskirche in Gießhübl
- Ortskirche in Schaan